# Nepticula zizyphi
Nepticula zizyphi is een vlinder uit de familie van de dwergmineermotten (Nepticulidae). De wetenschappelijke naam van de soort is voor het eerst geldig gepubliceerd in 1911 door Walsingham.